# Operatie Galia
Operatie Galia was de codenaam voor een SAS-operatie in de Italië.

## Geschiedenis
Op 27 december 1944 werden 34 man van het 2e SAS-Regiment, onder leiding van majoor Walker-Brown, nabij La Spezia aan land gezet. Tijdens deze operatie in Noord-Italië moesten de SAS-leden terugtrekkende Duitse troepen op de belangrijkste doorgangswegen richting de Brennerpas observeren. De SAS kreeg steun van het lokale verzet, dat voornamelijk optrad als gids. Voor het vervoer van wapens, munitie en voorraden werden muilezels gebruikt.
Er waren diverse schermutselingen met Duitse troepen, waarbij er aan Duitse zijde honderdvijftig doden vielen. Daarnaast werden er nog eens 22 motoren vernietigd. De SAS-eenheid wisten zich, ondanks een grote overmacht van de vijand, in hun schuilplaatsen te handhaven. De Duitsers zetten maar liefst zesduizend man in om de eenheid op te sporen, maar de zoektocht had geen succes. De SAS-eenheid trok zich door de Duitse linies naar het zuiden terug. In februari kwamen ze in de buurt van Livorno weer in veilig gebied aan.